# Ceruana
Ceruana là một chi thực vật có hoa trong họ Cúc (Asteraceae).

## Loài
Chi Ceruana gồm các loài: